# Panogena lingens
Panogena lingens là một loài bướm đêm thuộc họ Sphingidae. Nó được tìm thấy ở Madagascar và the Comoro Islands.
Nó tương tự nhưng tối hơn loài Panogena jasmini.

## Phụ loài
- Panogena lingens lingens (Madagascar)
- Panogena lingens comorana Griveaud, 1960 (quần đảo Comoro)

## Hình ảnh

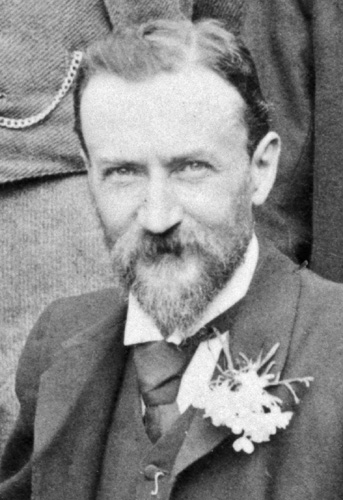
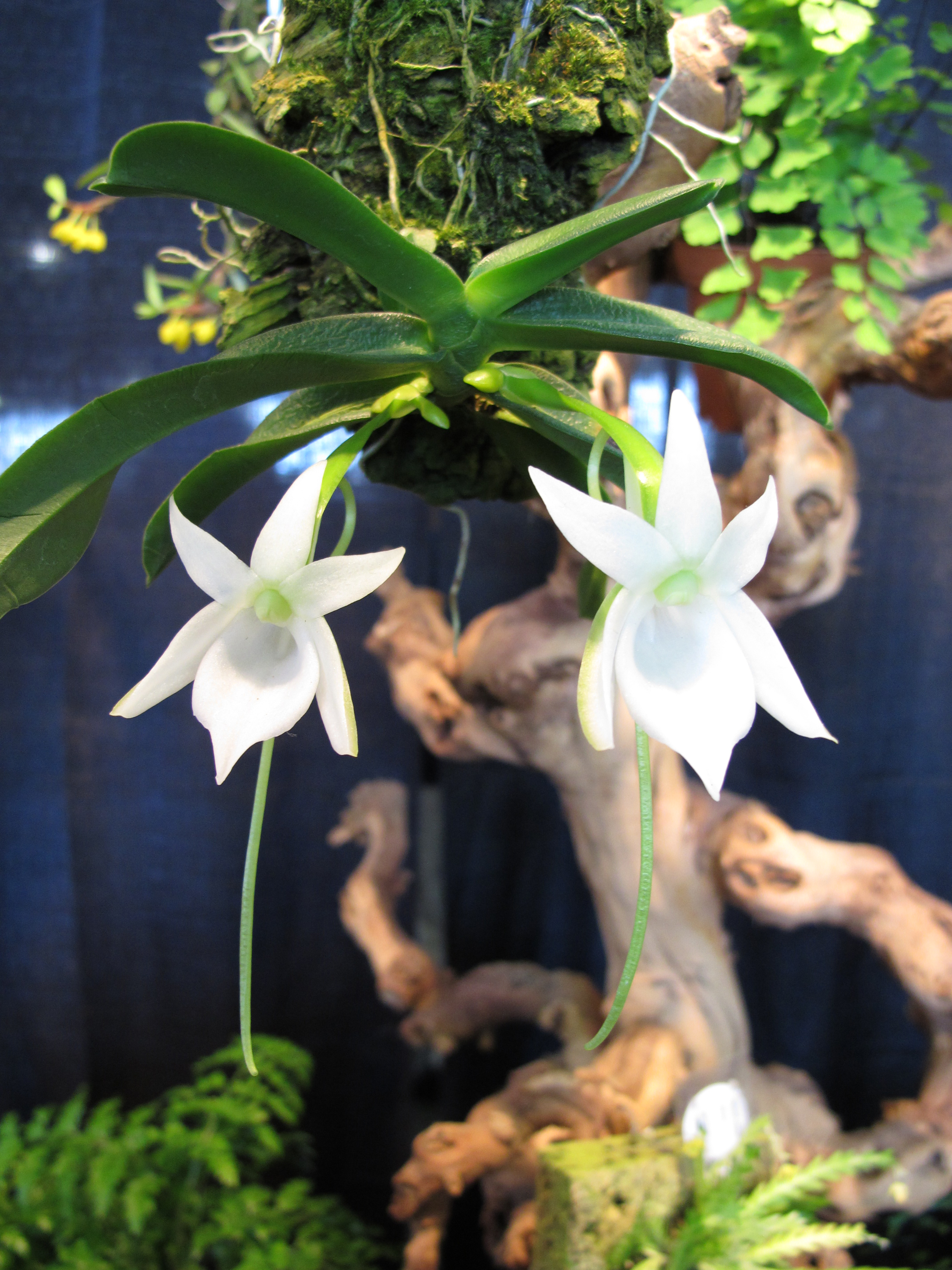